# 比森特·拉莫斯
比森特·拉莫斯·塞西略（西班牙語：Vicente Ramos Cecilio，1947年3月18日—），西班牙男子篮球运动员。他曾代表西班牙参加1974年国际篮联世界锦标赛。他也曾出战1968年和1972年夏季奥林匹克运动会。